# Pediocactus sileri
Pediocactus sileri är en kaktusväxtart som först beskrevs av Georg George Engelmann och John Merle Coulter, och fick sitt nu gällande namn av L.D.Benson. Pediocactus sileri ingår i släktet Pediocactus och familjen kaktusväxter. Inga underarter finns listade i Catalogue of Life.

## Bildgalleri

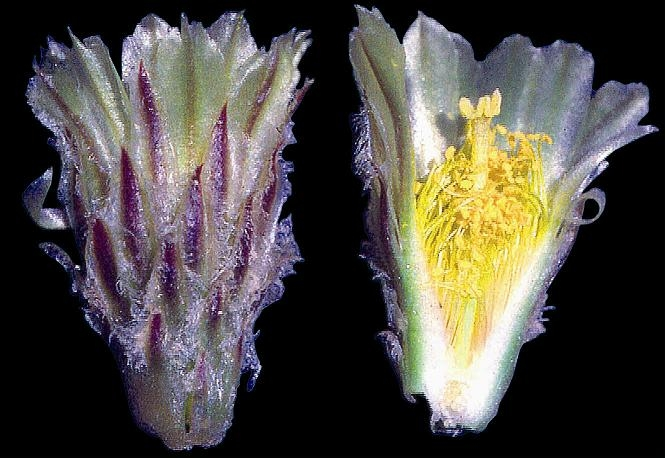
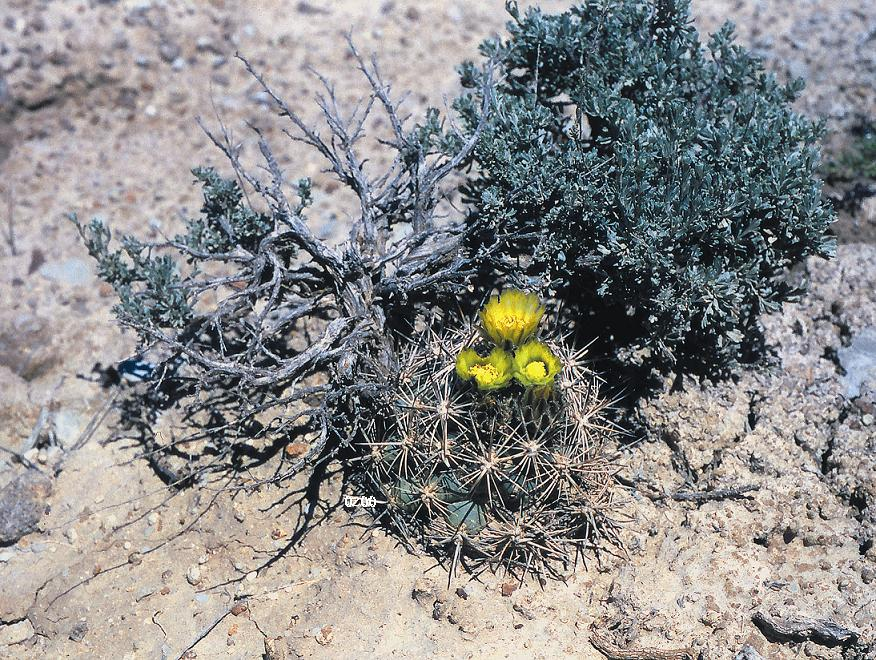
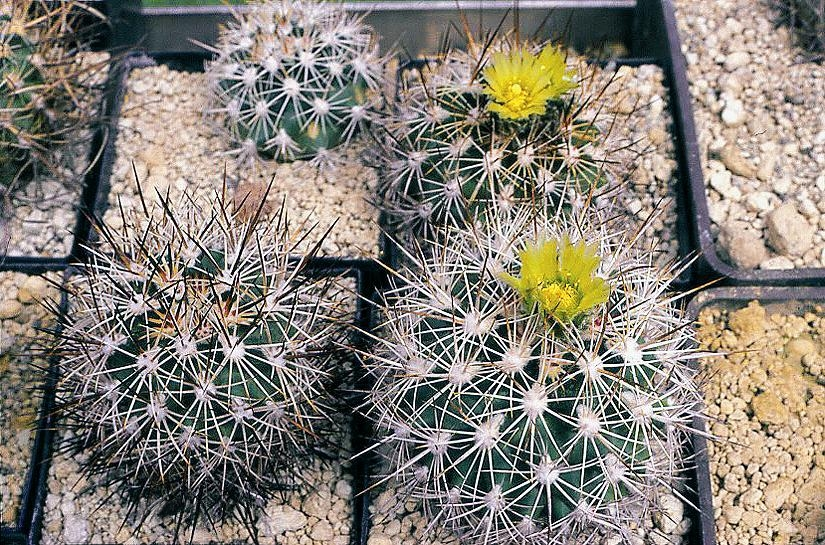
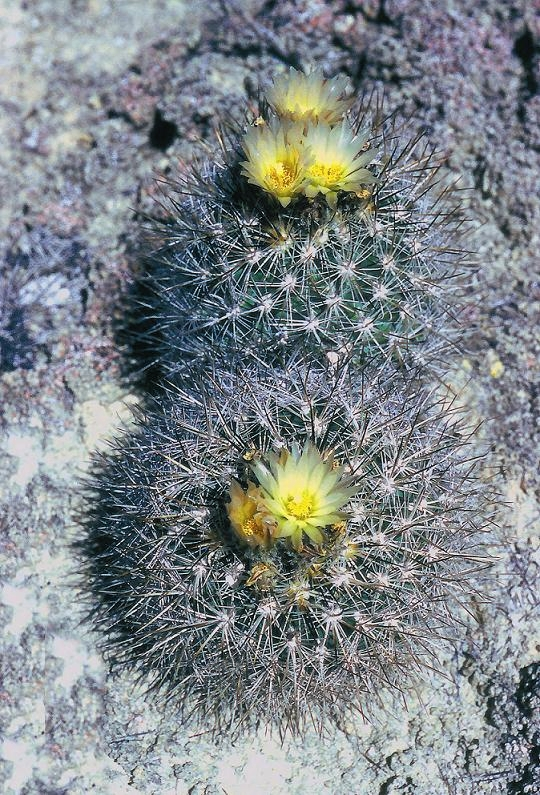
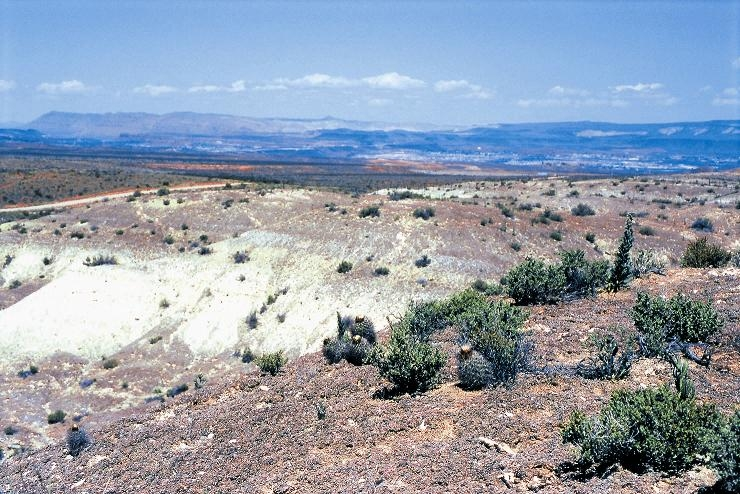
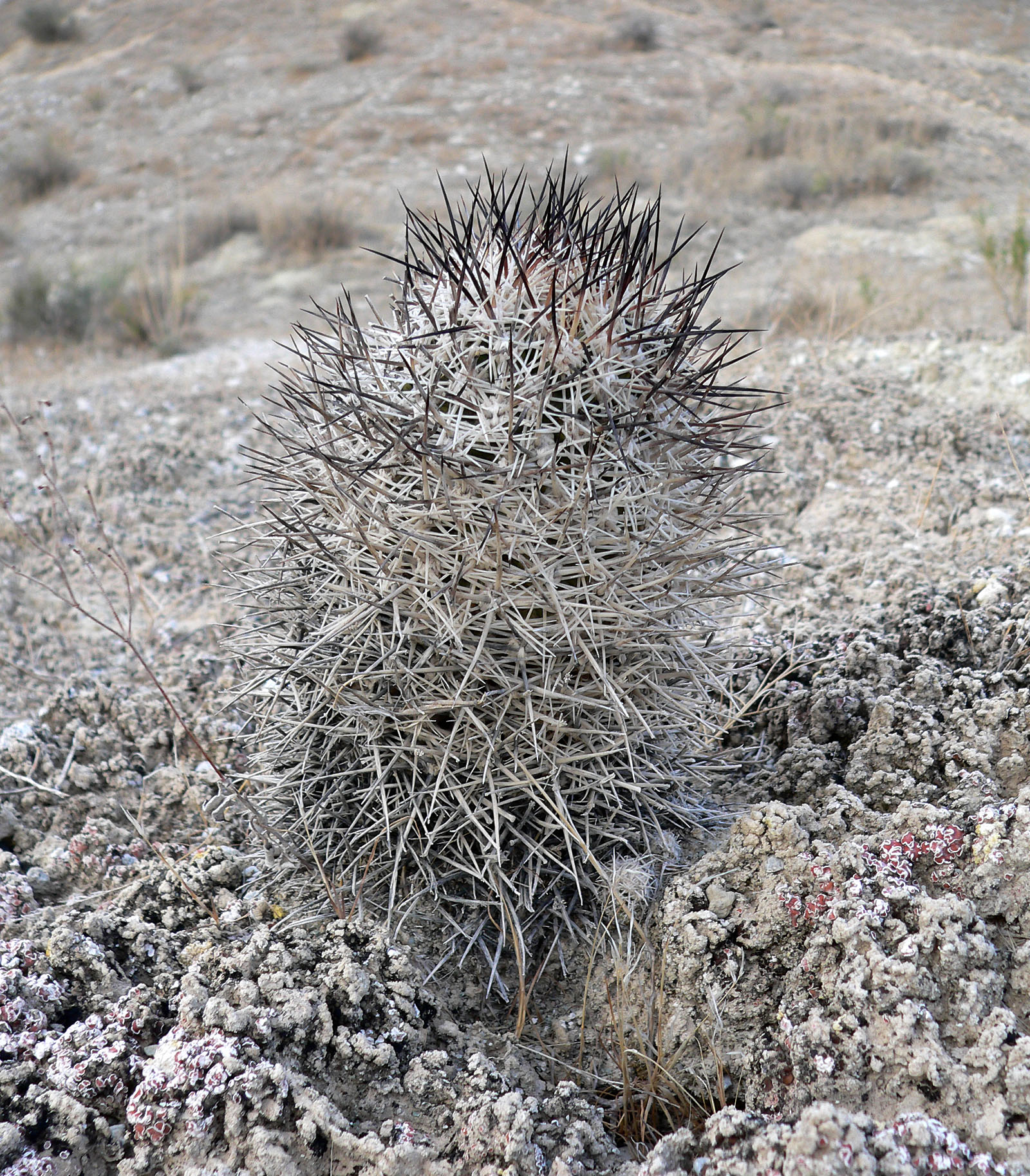